# Zbigniew Czwojda
Zbigniew Czwojda (ur. 1 listopada 1949 w Górze Śląskiej) – muzyk jazzowy, trębacz, lider zespołów Crash oraz Sami Swoi.

## Życiorys

### Edukacja
Wychowywał się w Górze Śląskiej, gdzie m.in. uczył się grać na skrzypcach i trąbce. W 1967 przeniósł się do Wrocławia i rozpoczął naukę w Państwowej Szkole Muzycznej II Stopnia w klasie trąbki. Od 1976 studiował na Akademii Muzycznej we Wrocławiu (wówczas Wyższa Szkoła Muzyczna) we Wrocławiu w klasie trąbki Mariana Piwowarczyka, a po jej ukończeniu pozostał kilka lat na uczelni jako asystent.

### Początki kariery jazzowej
Karierę muzyka jazzowego rozpoczął od gry w formacji Freedom, z którą otrzymał I nagrodę na festiwalu Jazz nad Odrą w 1971. Grał też w Big-Band Wrocław i Spisku Sześciu. Z tym ostatnim zespołem zdobył ponownie I nagrodę na festiwalu Jazz nad Odrą w 1974.
W latach 1974–1977 współpracował ze Studiem Jazzowym Polskiego Radia w Warszawie pod kierownictwem Jana Ptaszyna Wróblewskiego. Ukoronowaniem tej współpracy był wyjazd zespołu na miesięczną trasę koncertową po Skandynawii, występy w najlepszych klubach i festiwalach jazzowych m.in. wspólny koncert z Count Basie Big Band w Szwecji.

### Crash i Sami Swoi
W 1976 został liderem grupy Crash. Z grupą tą na Festiwalu Jazzowym w San Sebastian w Hiszpanii zajął I miejsce w międzynarodowym konkursie jazzowym. Efektem tego były późniejsze wyjazdy do Hiszpanii i wspólne koncerty m.in. z Sonny Rollinsem.
W 1979 Zbigniew Czwojda wyjechał do Stanów Zjednoczonych, a po powrocie w 1980 przyjął propozycję współpracy z zespołem Sami Swoi, którego został liderem w 1981. Pod jego kierownictwem Sami Swoi występowali na wielu festiwalach jazzowych Europy m.in. Pori Jazz (Finlandia) oraz North Sea Jazz Festival w Hadze (Holandia). Lata 1981–1990 to występy głównie na terenie Europy Zachodniej, a w Polsce trasy koncertowe z Andrzejem Rosiewiczem, Heleną Vondráčkovą i innymi.

### Po 1986
W 1986 Zbigniew Czwojda nawiązał współpracę z amerykańskim wokalistą Wayne Bartlett’em i występował z nim w TVP2 i na koncertach w Polsce. W 1990 całkowicie zmienił skład swojego zespołu i zmieniał jego nazwę na The New Sami Swoi, pod którą występował do 2001. W 2002 zespół prowadzony przez Zbigniewa Czwojdę zmienił nazwę na Czwojda Band. W jego składzie znajdują się dzieci Z. Czwojdy: Magda (gitara) i Michał (perkusja).
W 1998, wraz ze swoją żoną Mirosławą, otworzył Wrocławska Szkołę Jazzu I Muzyki Rozrywkowej, której jest dyrektorem i nauczycielem.